# Massilia consociata
Massilia consociata es una bacteria gramnegativa del género Massilia. Fue descrita en el año 2011, aunque inicialmente se aisló en el 1996 y la cepa no pudo ser completamente identificada. Su etimología hace referencia a asociada, por tener relación con un caso clínico. Es aerobia. Tiene un tamaño de 1 μm de ancho por 2 μm de largo. Oxidasa positiva. Forma colonias traslúcidas, de color beige y con márgenes enteros tras 24 horas de incubación. Crece en agar R2A, TSA, PYE, NA y MacConkey. Temperatura de crecimiento entre 15-37 °C, óptima de 25-30 °C. Se ha aislado de la sangre de un paciente de 48 años en Suecia.